# Château de Caudon
Le château de Caudon est un château français implanté sur la commune de Domme, dans le département de la Dordogne, en région Nouvelle-Aquitaine.
Le château fait l'objet d'une protection au titre des monuments historiques.

## Localisation
Dans le Périgord noir, au sud-est du département de la Dordogne, le château de Caudon est situé à trois kilomètres environ au nord-est de la bastide de Domme, sur une hauteur en rive gauche de la Dordogne, dominant sa vallée d'une trentaine de mètres.

## Historique et architecture
En 1777, l'avocat Jacques de Maleville, l'un des futurs rédacteurs du Code civil, achète le domaine de Las Bories, un ancien repaire noble. Il y fait édifier le château de Caudon en 1805. Son fils Pierre Joseph aménage ensuite le parc et fait construire des communs et une orangerie. En 1835, Lucien, fils de Pierre Joseph et futur député puis sénateur de la Dordogne, fait rehausser le bâtiment d'un étage et ajouter deux pavillons latéraux.
L'édifice est inscrit au titre des monuments historiques le 5 mars 1998 pour ses façades et toitures.
Le domaine, avec son allée de platanes et ses jardins de buis, est classé parmi les jardins remarquables.
Située plus d'un kilomètre à l'est du château et faisant partie du domaine, une chapelle monolithe, implantée sur l'un des premiers sites christianisés du Périgord, est également inscrite au titre des monuments historiques depuis 1948.
Le 18 février 2015, la totalité du domaine du château fait l'objet d'une inscription au titre des monuments historiques.

## Cinéma
En 1976, Ridley Scott y a tourné plusieurs scènes d'extérieur de son premier film Les Duellistes, inspiré du roman de Joseph Conrad et mettant au duel François Fournier-Sarlovèze, originaire du Périgord à son adversaire le général Pierre Dupont de l'Étang.

## Galerie de photos

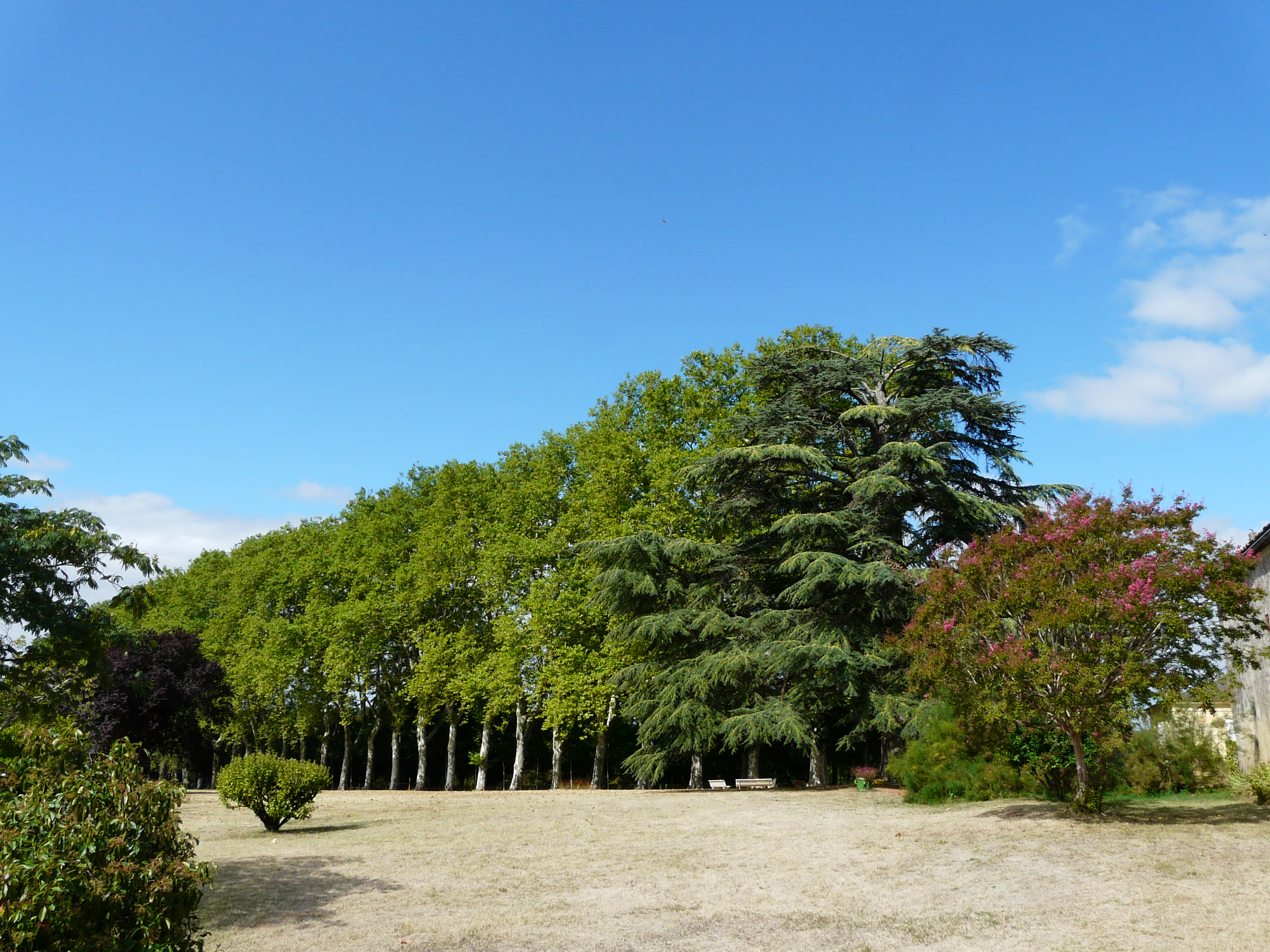
L'allée de platanes.
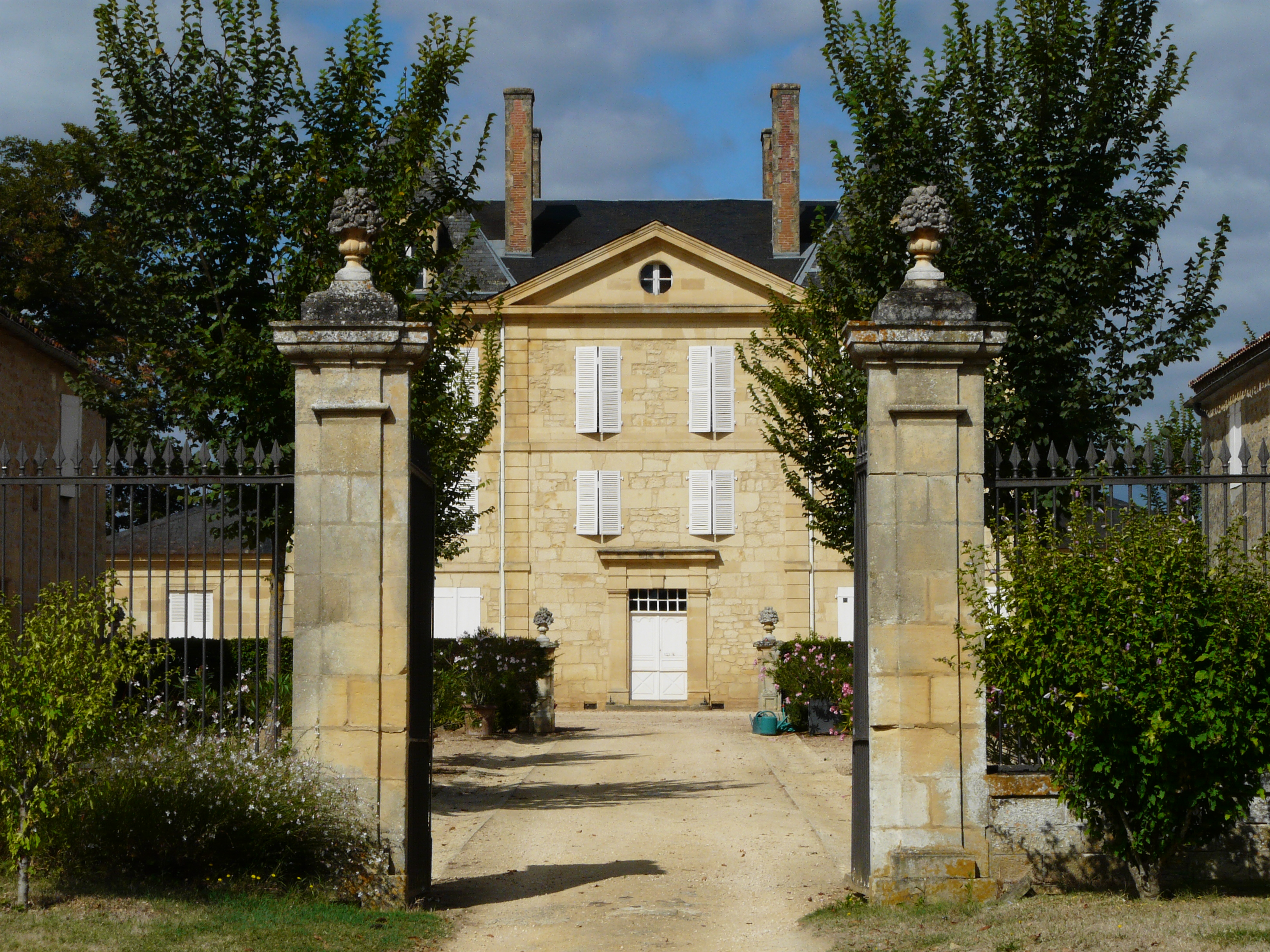
L'entrée sud-est.
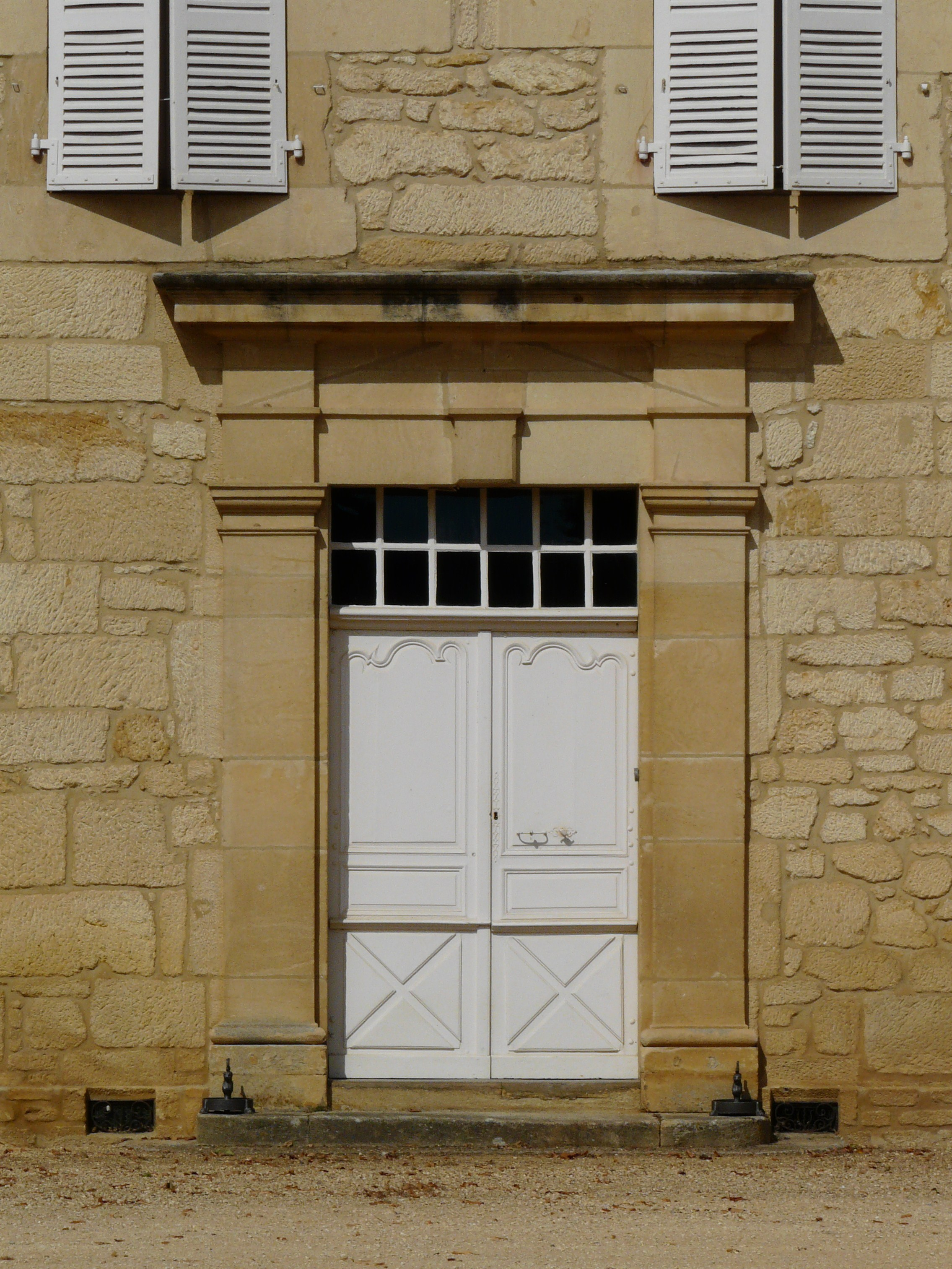
La porte du bâtiment principal.
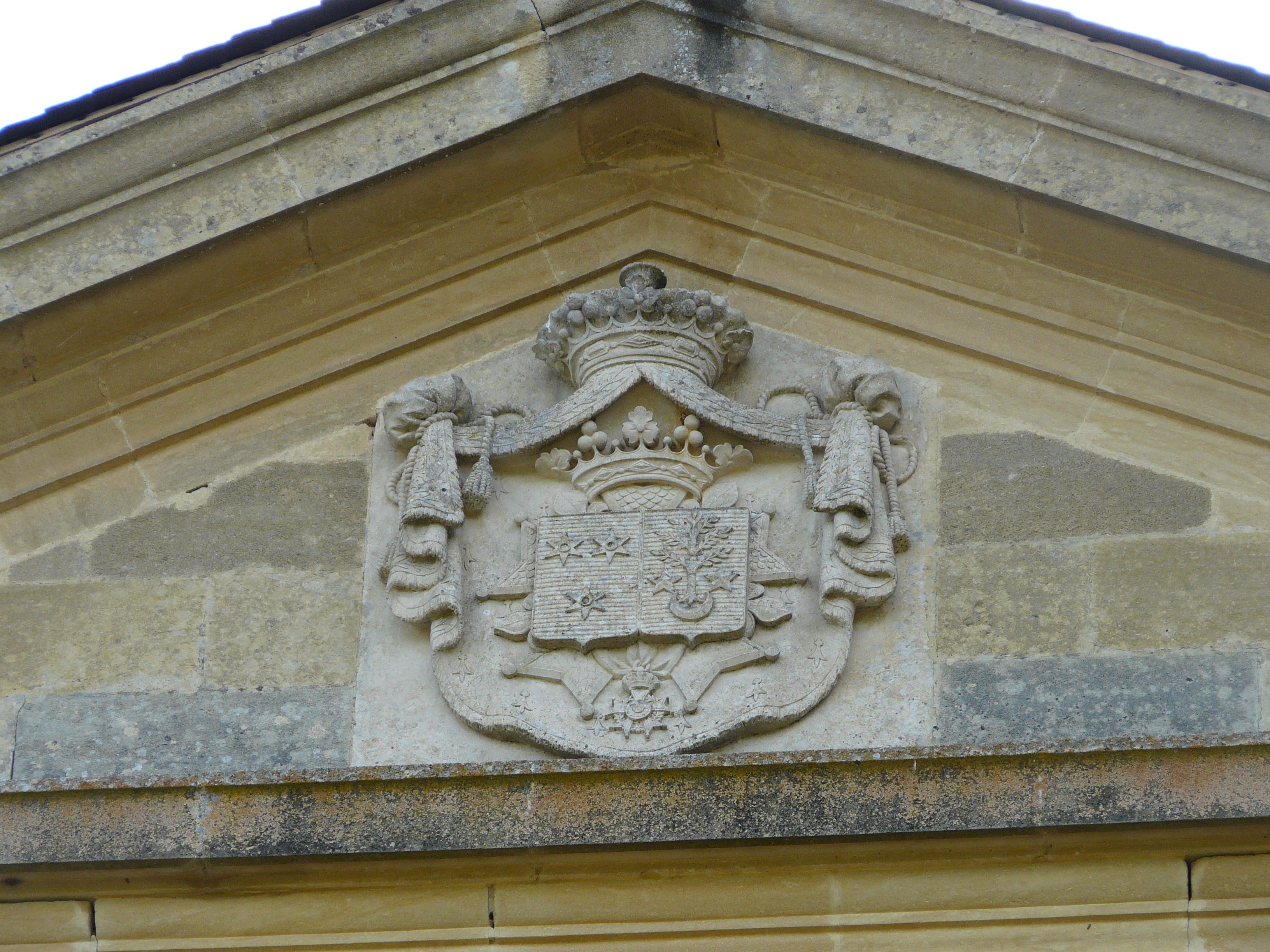
Armoiries de la famille de Maleville.
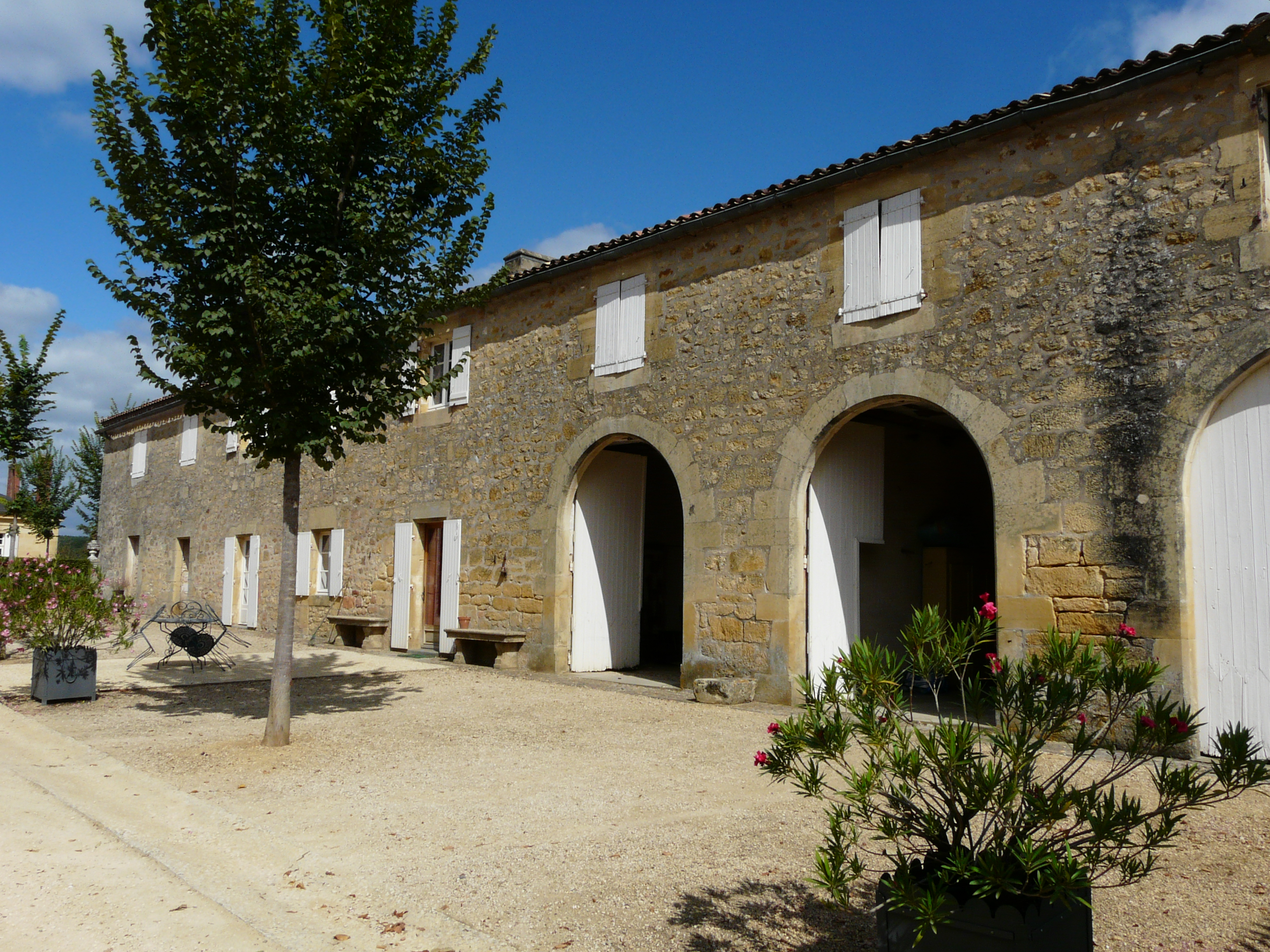
Les communs.